# Escola de Engenharia da Universidade Federal do Rio Grande do Sul

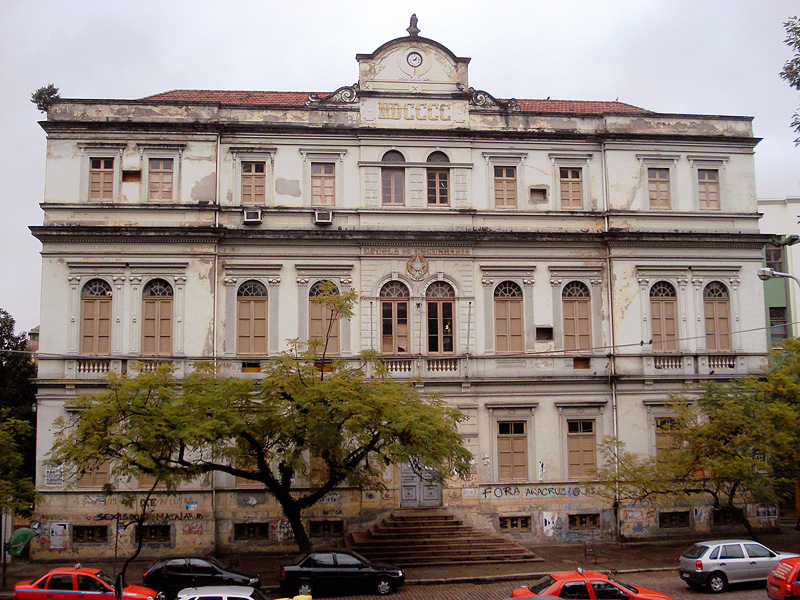
Bâtiment historique de l'École d'ingénieurs

Escola de Engenharia da Universidade Federal do Rio Grande do Sul est une école d'ingénieurs du Brésil qui fait partie des plus anciennes unités d'enseignement de l'Université fédérale du Rio Grande do Sul : elle a été fondée le 10 août 1896. 
Chaque année, 660 nouveaux étudiants s'inscrivent dans ses 10 formations de licence et maitrises, en particulier dans les domaines de l'astronomie, l'électronique, la chimie industrielle, l'automatique et de l'ingénierie des automatismes. Il y a également 7 formations de doctorats assurés par 180 enseignants dans 59 laboratoires.